# Timbre Cendrillon
Le timbre Cendrillon en philatélie désigne une étiquette ou vignette qui présente une apparence similaire à un timbre postal, mais qui n'est pas émise par une administration gouvernementale dans un but postal. Les timbres Cendrillon englobent une grande diversité, incluant ceux imprimés à des fins promotionnelles par des entreprises, des églises, des groupes politiques ou à but non lucratif. Ce terme exclut les timbres imprimés sur les entiers postaux.

### Bienfaisance

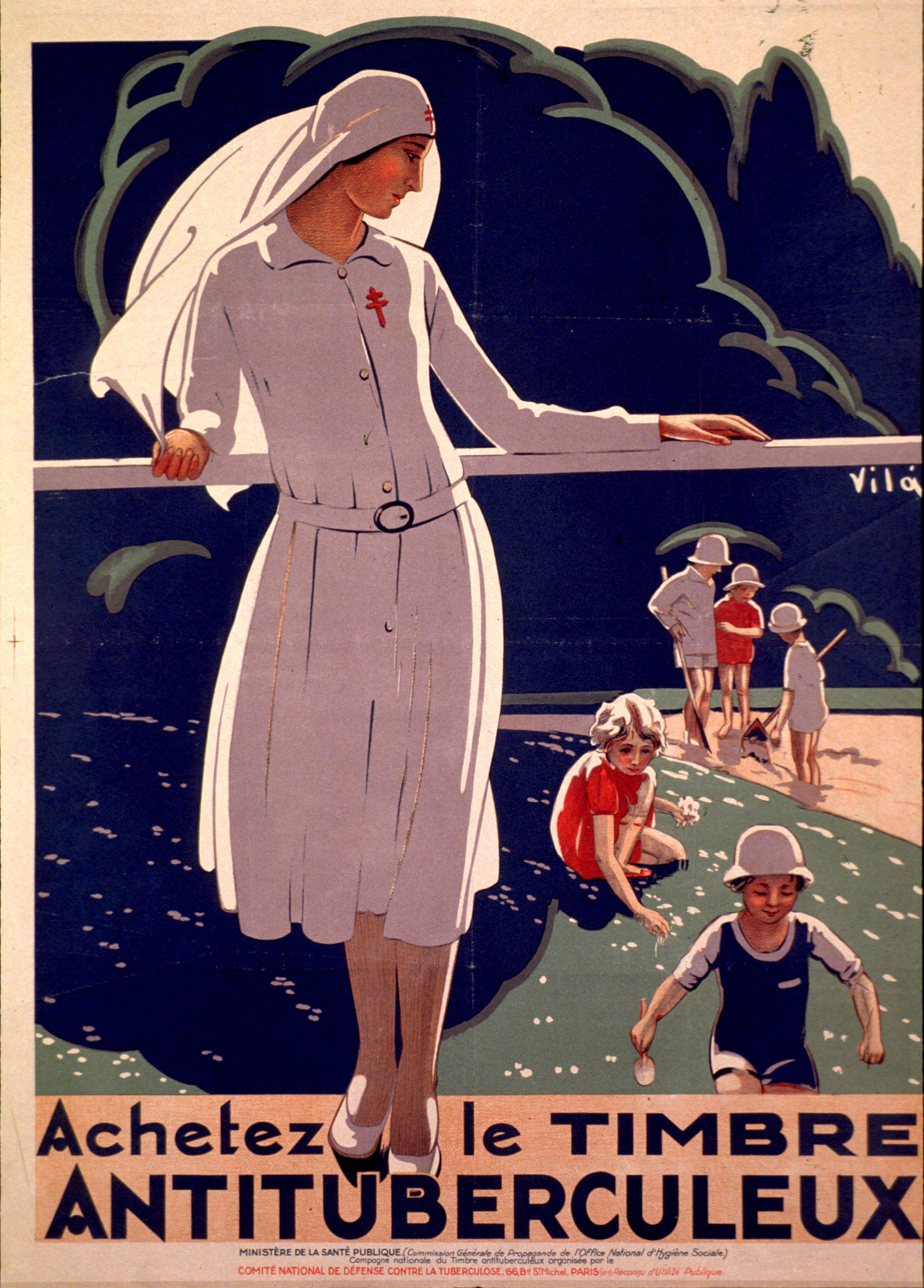
Tuberculose.

### Commémoratif

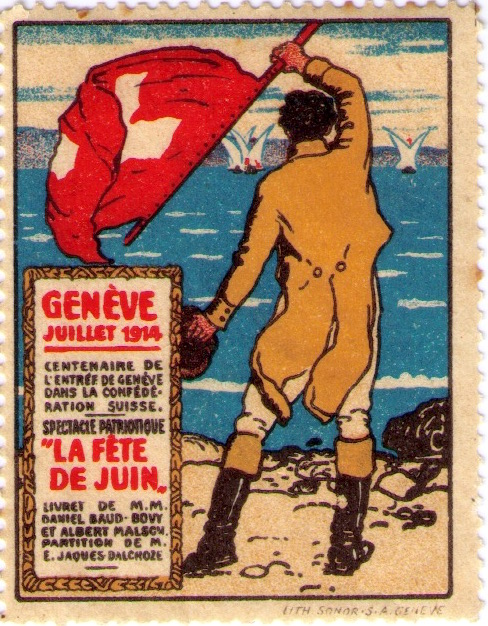
Commémoration en 1914.

### Commercial

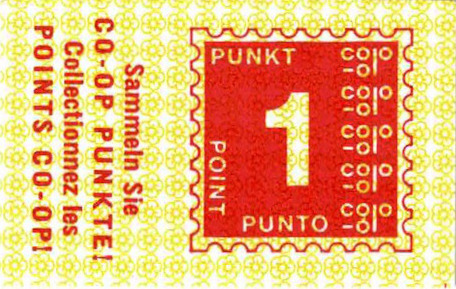
Points à collectionner.

### Culturel

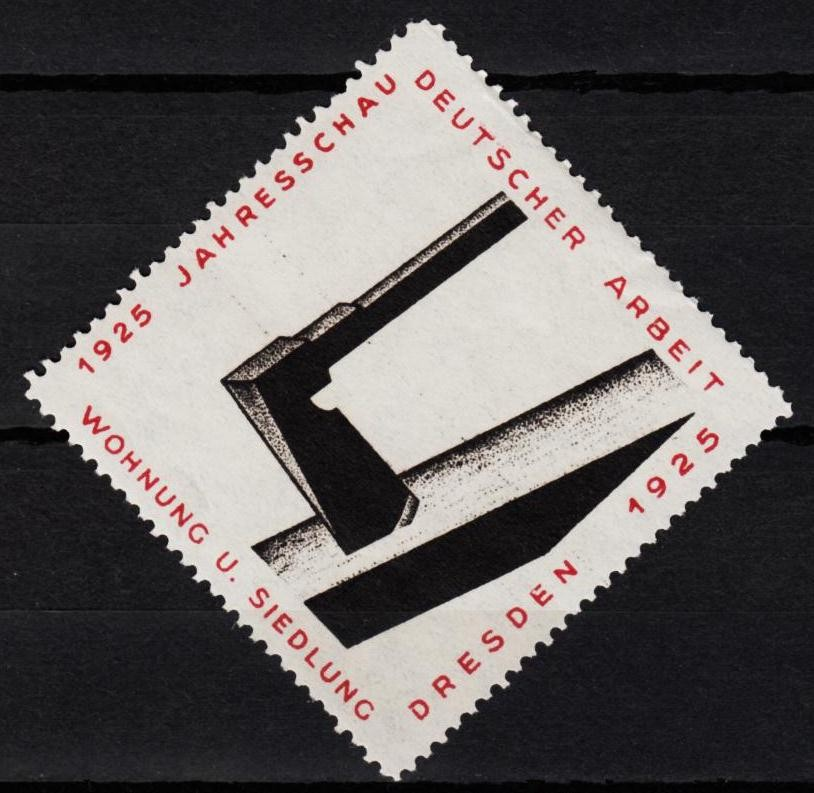
Exposition en 1925.

### Propagande

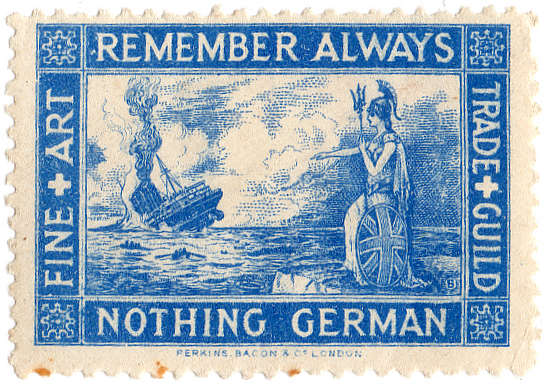
Première Guerre mondiale.